# Marcus Rubrius Ruga
Marcus Rubrius Ruga († nach 44 v. Chr.) war ein römischer Politiker, der zum Kreis der Verschwörer gegen Gaius Iulius Caesar gehörte.
Marcus Rubrius Ruga wird als einer der Beteiligten am Attentat gegen Julius Caesar an den Iden des März genannt, bei dem er selbst durch den vehement zustechenden Mitverschwörer Lucius Minucius Basilus verletzt wurde. Wenn er nicht vorher eines natürlichen Todes starb, dürfte er spätestens 31 v. Chr. dem Rachefeldzug Octavians zum Opfer gefallen sein.